# Yahya ben Yahya
Pour les articles homonymes, voir Yahya.
Yahyâ ben Yahyâ (berbère :ⵢⴰⵃⵢⴰ ⵓ ⵢⴰⵃⵢⴰ ; arabe : يَحيَى بن يَحيَى ) est un sultan idrisside qui règne de 864 à 874.

## Historique
Yahyâ ben Yahyâ succéde à son père Yahyâ ben Muhammad comme sultan idrisside en 864 sous le nom de Yahya II. Il meurt en 874 à la suite d'une révolte provoquée par ses mœurs dissolues.

## Filiation et succession
Après lui, un de ses cousins, Ali ben Umar qui régnait sur le Rif avant la révolte, est proclamé souverain de toutes les provinces du Maghreb.

## Source
- Charles-André Julien, Histoire de l'Afrique du Nord, des origines à 1830, édition originale 1931, réédition Payot, Paris, 1994